# Lichtgestalt
Lichtgestalt è il nono album in studio pubblicato dal gothic duo tedesco/finlandese Lacrimosa, nel 2005.
L'album mantiene l'orientamento classico dell'album precedente (Echos, del 2003), ma vi cominciano a riaffiorare elementi passati tipici del rock.
In particolare il primo brano, Sapphire, inizia come una canzone di tipo classico e lento ma, attorno alla metà dell'esecuzione vira improvvisamente verso un pezzo dalle sonorità metal dove Tilo Wolff cambia il registro del suo canto, trasformandolo per alcuni minuti in una sorta di irritato e acuto grugnito tipico del death metal, uno stile vocale che aveva accennato in passato nella canzone Copycat, contenuta nell'album Inferno, registrato dieci anni prima.
Tutti gli altri brani mostrano un misto di tutti gli stili proposti dalla band nei dischi precedenti.

## Tracce
1. Sapphire – 11:14
2. Kelch der Liebe – 6:05
3. Lichtgestalt – 5:18
4. Nachtschatten – 7:08
5. My Last Goodbye – 8:18
6. The Party Is Over – 5:29
7. Letzte Ausfahrt: Leben – 5:44
8. Hohelied der Liebe – 14:30
9. The Party Is Over (piano version) – 5:33

## Formazione
- Tilo Wolff - voce, chitarre
- Anne Nurmi - tastiere, voce